# Verdwaald meniezwammetje
Het verdwaald meniezwammetje (Paranectria oropensis) is een korstmosparasiet behorend tot de familie Bionectriaceae. Hij leeft op Bacidina adastra, Candelariella en Lepraria.

## Verspreiding
In Nederland komt het verdwaald meniezwammetje vrij zeldzaam voor.

## Foto's

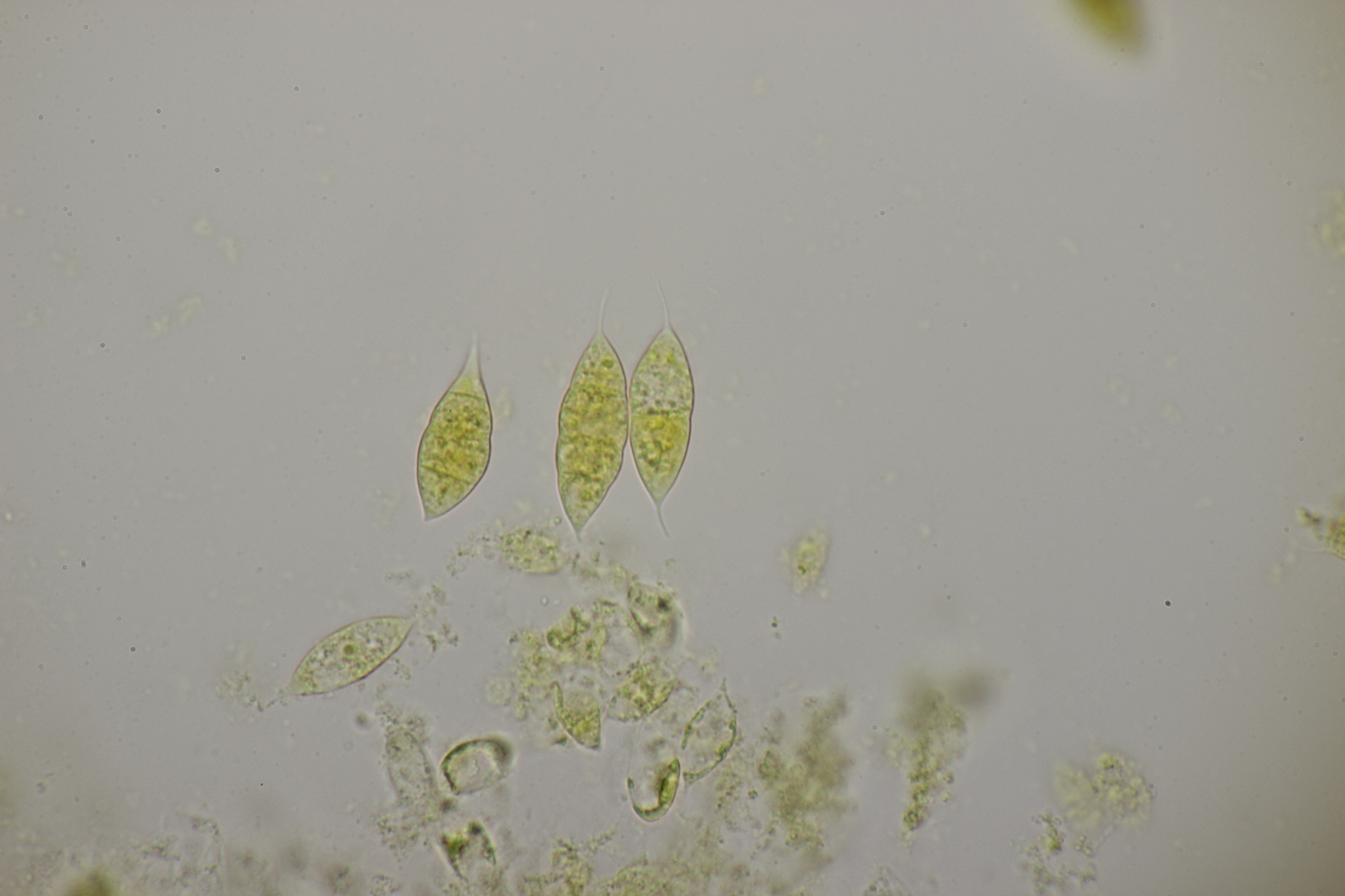
Sporen